# Kakori
Kakori è una suddivisione dell'India, classificata come nagar panchayat, di 16.731 abitanti, situata nel distretto di Lucknow, nello stato federato dell'Uttar Pradesh. In base al numero di abitanti la città rientra nella classe IV (da 10.000 a 19.999 persone).

## Geografia fisica
La città è situata a 27° 45' 19 N e 79° 16' 42 E e ha un'altitudine di 145 m s.l.m..

## Società

### Evoluzione demografica
Al censimento del 2001 la popolazione di Kakori assommava a 16.731 persone, delle quali 8.879 maschi e 7.852 femmine. I bambini di età inferiore o uguale ai sei anni assommavano a 2.174, dei quali 1.003 maschi e 1.171 femmine. Infine, coloro che erano in grado di saper almeno leggere e scrivere erano 7.701, dei quali 4.523 maschi e 3.178 femmine.